# Dragon Ball Super: Broly
Dragon Ball Super: Broly (no Brasil: Dragon Ball Super: Broly, Dragon Ball Super: Broly – O Filme, ou O Filme – Dragon Ball Super: Broly; e em Portugal, Angola e Moçambique: Dragon Ball Super: Broly) é um filme de ação animado de fantasia, o vigésimo filme da série de mangá e anime Dragon Ball, e o primeiro filme baseado na série Dragon Ball Super. O filme foi lançado em 14 de dezembro de 2018 nos cinemas do Japão. Estreou em 3 de janeiro de 2019 nos cinemas do Brasil, 14 de março de 2019 nos cinemas de Portugal e 15 de março de 2019 nos cinemas de Angola e Moçambique. Foi anunciado oficialmente em 17 de dezembro de 2017, e é o terceiro filme de Dragon Ball, pessoalmente supervisionado pelo criador Akira Toriyama, precedido por Dragon Ball Z: Fukkatsu no F, em 2015. No Brasil, o filme vendeu um total de 1.301.048 ingressos e arrecadou 18.138.269 de reais em sua bilheteria final, tornando-se um dos maiores filmes japoneses da história do país.
Este é o primeiro filme de anime tradicional a apresentar o Broly do filme de 1993, Dragon Ball Z: Burn Up!! A Close Fight - A Violent Fight - A Super Fierce Fight e o primeiro a caracterizar o personagem em um filme escrito pessoalmente pelo criador da série, Akira Toriyama.

## Enredo
O filme acontece após a Saga Sobrevivência do Universo retratado em Dragon Ball Super. Sob o slogan "o maior inimigo, Saiyajin", o filme apresenta o destino da série pelos protagonistas Goku e Vegeta ao encontrarem um novo saiyajin chamado Broly, com conexão do exército Freeza e a história dos saiyajins.
Na época, há quarenta e um anos, o planeta dos Saiyajins, conhecido exatamente como Planeta Vegeta, passa a funcionar sob o comando do exército de Freeza. Devido ao poder de luta anormal de Broly ainda enquanto bebê, Rei Vegeta condena Broly e seu pai, Paragus, ao exílio a um planeta chamado Vampa, um lugar distante e inóspito. Lá, apesar da vida ser dura e ser repleto de animais exóticos, Broly e seu pai sobrevivem. Enquanto isso, é revelado que ambos foram exilados devido a Broly representar uma forte ameaça ao príncipe Vegeta, filho de Rei Vegeta e membro da classe de elite. O rei então percebe orgulhosamente seu filho como um prodígio para salvar seu povo e, como tal, negligencia o poder de Broly, enquanto o orgulho de Paragus em seu filho se transforma em um desejo de vingança e usa seu filho como uma ferramenta para realizá-lo. Do outro lado, cinco anos depois, Bardock, um guerreiro de classe baixa, suspeita das ordens de Freeza e, por isso, decide mandar seu filho Kakarotto, mais tarde chamado Goku, para o planeta Terra. Suas suspeitas se tornam uma realidade quando Freeza destrói o Planeta Vegeta após ouvir sobre a lenda do Super Saiyajin que poderia derrotá-lo. Todos os Saiyajins, com exceção de Broly, Paragus, Son Goku, Vegeta, Tarble, Nappa e Raditz, morrem no cataclismo.
No presente, Goku e Vegeta estão treinando no deserto com seus amigos quando de repente são informados de que seis das sete esferas do dragão foram roubadas pelos soldados de Freeza. Nesse meio tempo, Broly e Paragus são encontrados e resgatados no planeta Vampa por Cheelai e Lemo, soldados de baixa classe das forças de Freeza, que procuravam por recrutas. Enquanto isso, Goku e Vegeta correm para o Ártico a fim de impedir Freeza de coletar a sétima esfera. Em meio àquele frio polar, eles são repentinamente encarados por Broly com seu pai, que chega com as forças de Freeza. Paragus fez uma aliança com Freeza para se vingar de Vegeta e, como tal, ordena que Broly o ataque. Isso resulta em Broly lutando contra Vegeta e Goku, constantemente alcançando-os no poder, e quando Freeza mata Paragus por curiosidade para ver sua reação, ele se enfurece e se transforma em uma forma Super Saiyajin cuja força os subjuga completamente. Eventualmente, Goku e Vegeta se fundem em Gogeta e correm de volta ao campo de batalha para salvar Freeza. No entanto, quando na forma fundida eles estavam sendo capazes de destruir Broly, Cheelai e Lemo, que simpatizam com ele, usam as esferas do dragão para invocar o dragão Shenlong no último momento para salvá-lo da morte. No final, Goku faz contato com Broly desejando ser amigos, bem como finalmente aceita sua herança e nome Saiyajin.

## Produção

### Desenvolvimento

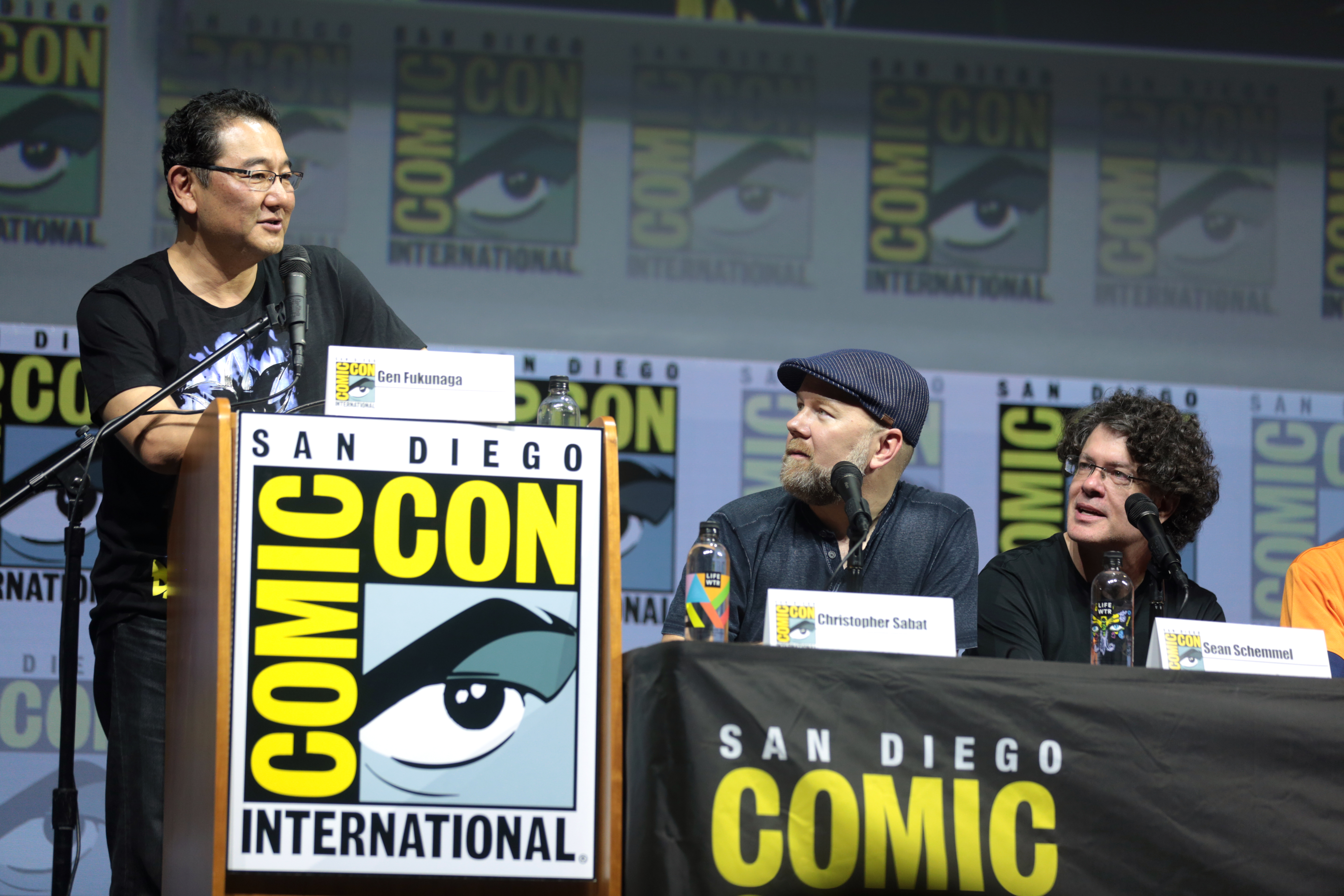
Gen Fukunaga, Christopher Sabat e Sean Schemmel falando no painel Dragon Ball Super em San Diego Comic-Con International.

O filme é produzido pela Toei Animation. Foi originalmente anunciado sob o título provisório de Dragon Ball Super - The Movie e foi anunciado durante o Jump Festa 2018 em 17 de dezembro de 2017. Este filme foi anunciado como o vigésimo de toda a franquia. Um pôster foi lançado em 13 de março de 2018, 11 dias antes da exibição do episódio final de Dragon Ball Super, apresentando um projeto de animação tradicional inteiramente novo do animador Toei, Naohiro Shintani, trazendo um estilo diferente do veterano designer de personagens Dragon Ball, Tadayoshi Yamamuro. Uma semana depois, o primeiro trailer do filme foi lançado publicamente através da Toei Animation, apresentando os novos designs de personagens e um novo e vilão enigmático. Akira Toriyama escreveu a história, roteiro e desenhou os personagens, Tatsuya Nagamine é o diretor do filme, Naohiro Shintani é o diretor de animação, Kazuo Ogura é o diretor de arte, Rumiko Nagai o designer de cores, Naotake Oota é responsável por efeitos especiais e Kai Makino é o diretor do CG. O filme inclui elementos do mangá Dragon Ball Minus: The Departure of the Fated Child, escrito e desenhado por Akira Toriyama e é considerado parte do cânone da série.
Em 9 de julho de 2018, o título do filme foi divulgado: Dragon Ball Super: Broly, revelando o vilão desconhecido como sendo o personagem titular Broly, que apareceu pela primeira vez no filme Dragon Ball Z: Burn Up!! A Close Fight - A Violent Fight - A Super Fierce Fight de 1993. Toriyama declarou que o personagem e sua origem será retrabalhada, mas com sua imagem clássica em mente. Com este filme, o personagem se tornará parte do cânone oficial da série. Outros novos personagens introduzidos no filme são Gine, a mãe de Goku, Kikono, Berryblue, Cheelai e Lemo servindo no exército do Freeza, e o saiyajin Beets.
Em 13 de setembro de 2018, agora uma declaração do animador Yashihiko Umakoshi, em participação em transmissão do Niko Niko, pode ter confirmado a aparição do icônico personagem. A transmissão, infelizmente, não está online, mas um fã traduziu as palavras do animador, que disse que ele "está trabalhando em Dragon Ball no momento e focando seu tempo em Gogeta".

### Trilha sonora
A trilha sonora do filme foi composta por Norihito Sumitomo. A trilha sonora original, contendo 35 faixas,foi lançada no dia 12 de dezembro, por Avex Trax. Em agosto de 2018, foi relatado um boato de que a canção tema icônica Dragon Ball Z "Cha-La Head-Cha-La" também será apresentado em um novo arranjo. Em outubro de 2018, foi anunciado que Daichi Miura apresentará a música tema do filme "Blizzard", que foi lançada como single em 19 de dezembro, pelo Sonic Groove.

## Marketing
Como promoção, os detentores de bilhetes pré-vendas no Japão, limitados a cinquenta mil, a partir de 20 de julho, receberam um dos dois encantos dos personagens Goku e Vegeta, cujo cabelo muda com base na temperatura da figura.
O filme foi promovido através da "Dragon Ball North America Tour 2018 com Bandai Collectibles" patrocinada pela distribuidora norte-americana de anime Funimation, que foi realizada em sete cidades dos Estados Unidos e Canadá, começando com um San Diego Comic-Con Painel Internacional em 19 de julho e terminando em Fan Expo Dallas|Dallas Fan Days em 21 de outubro de 2018.
Devido ao próximo lançamento do filme, em setembro e novembro foi realizado um lançamento teatral limitado e estreia do filme original Broly - O Lendário Super Saiyajin (1993) e especial de TV & filme Bardock - O Pai de Goku (1990) e O Renascimento da Fusão:Goku e Vegeta (1995) conjuntamente intitulado como Dragon Ball Z: Saiyan Double Feature, por Fathom Events e Toei Animation nos Estados Unidos, com o público recebendo um conteúdo exclusivo de edição limitada.
Para promover o lançamento norte-americano do filme, um balão Goku estreou no 92º Macy's Thanksgiving Day Parade em 2018.
Um especial de televisão promocional de uma hora foi ao ar na Fuji TV em 2 de dezembro de 2018, intitulado "Pouco antes da estreia de Dragon Ball Super! versão de TV clímax recapitulação".

## Lançamento
O filme foi distribuído no Japão pela Toei Company em cooperação com a 20th Century Fox, enquanto seus direitos de distribuição internacional são de propriedade da 20th Century Fox. A Funimation comprou os direitos de exibição do cinema nos Estados Unidos e no Canadá, bem como outros direitos de veiculação e transmissão. Além de exibições regulares, ele também será exibido em IMAX, MX4D e 4DX.
Em 19 de julho de 2018, trailers para as versões legendadas e dubladas em inglês foram lançados online após serem exibidos na San Diego Comic-Con. Em 5 de outubro de 2018, o segundo trailer oficial para as versões legendadas e dubladas em inglês foram lançadas online depois de ser exibido na New York Comic Con durante o painel Dragon Ball Super: Broly no Hulu Theatre para Madison Square Garden. O terceiro e último trailer foi lançado em 7 de novembro de 2018, apenas com legendas. Um trailer de música com uma canção chamada Blizzard foi lançado em 24 de novembro de 2018. Além de um Mini-Trailer mostrando a batalha entre Gogeta e Broly ter sido lançado em 29 de novembro de 2018.
A estreia mundial de Dragon Ball Super: Broly foi realizada no Nippon Budokan em Tóquio em 14 de novembro de 2018. Este evento foi limitado a apenas 1.000 convidados que foram selecionados através da loteria através de Weekly Shonen Jump No.47 e o Dezembro V Jump. Broly abrirá em todo o país no Japão em 14 de dezembro de 2018, enquanto o dublador inglês da Funimation fará sua estreia mundial no TCL Chinese Theatre em Los Angeles em 13 de dezembro, seguido dos Estados Unidos e Canadá lançado em 2019 pela Funimation Films.

## Recepção

### Bilheteria
Em seu final de semana de estreia, o filme foi exibido em 467 salas de cinema no Japão e conseguiu superar o recorde de Dragon Ball Z: Fukkatsu no F como a melhor estreia em um final de semana para a franquia. Dragon Ball Super: Broly ficou em primeiro lugar nas bilheterias do Japão durante o fim de semana de 14 a 16 de dezembro, vendendo mais de 820.000 ingressos e arrecadando mais de 1,05 bilhão ienes (cerca de 9,26 milhões de dólares) em seu primeiro três dias. Onze dias após sua estreia, o filme adicionou uma coleção total de mais de 2 bilhões de ienes (cerca de 18 milhões de dólares), consolidando seu lugar como a melhor estreia da franquia. No Brasil, o filme vendeu um total de 1.301.048 ingressos e arrecadou 18.138.269 de reais em sua bilheteria final, tornando-se um dos maiores filmes japoneses da história do país.